# Maria Rosa Llabrés Ripoll
Maria Rosa Llabrés Ripoll, es una traductora de literatura clásica griega al catalán. Nació en Palma, y se licenció en Psicología en 1974,  y en Filología Clásica, con asignaturas de Filología Catalana en 1976, en la Universidad de Barcelona.
Es catedrática de Griego de Bachillerato, y ha trabajado como docente hasta el año 2008, en que decidió a dedicarse a la traducción literaria de diferentes lenguas: catalán, castellano, inglés, y sobre todo, griego clásico-catalán.

## Obras
Como traductora griego clásico-catalán podemos destacar:
- Poemes lírics de la Grècia antiga (Eds. De la Magrana, Barcelona, 1999, ISBN 9788482641423)[3]
- Cants de Safo (Eds. De la Magrana, Barcelona, 2006)
- Himnes homèrics (Eds. Del Salobre, Pollensa, 2009. ISBN 978-84-937045-6-8)[4]
- Contra el FET de menjar carn de Plutarc (Lleonard Muntaner ed., Palma, 2010)
- El iambre grec. El Gall Editor.  ISBN 978-84-942855-8-5.[5]

También es autora de dos libros de poemas: La interrogació Vermella (Llibres de Capaltard, Palma, 2003. ISBN 978-84-95512-09-3)  i L'ocell rebel (Edicions Can Sifre, Palma, 2007. ISBN 978-84-87312-99-1).
Ha publicado el ensayo “Robert Graves i el món clàssic” (Lleonard Muntaner ed., Palma, 2006. ISBN 978-84-96242-80-7), que obtuvo el Premio Ciudad de Palma Camilo José Cela de Crítica Literaria (2007).: